# Hug-Verlag
Die Hug-Verlag AG ist ein Schweizer Verlagshaus mit Sitz in Thalwil (bis Dezember 2024 in Kilchberg) bei Zürich.
Das Unternehmen wurde im Jahr 1900 als „Druckerei Hug“ von Jacques Haug gegründet. Seit 1951 gibt der Verlag die Kinderzeitschrift Junior heraus, die seit Ende der 1970er Jahre auch in Deutschland und Österreich verbreitet ist. 2014 übernahm der Verlag die ebenfalls in der Schweiz sehr verbreitete Kinderzeitschrift Maky und erstellt im Kundenauftrag die Kinderzeitschriften Carlo (Kantonalbanken) und Jazooka. Seit 2010 leiten Julia und James Rymer Hug das Unternehmen.
Seit 2015 führt die Hug-Verlag AG den Webshop www.junior-partyshop.ch und seit 2019 den Webshop www.petiteannee.ch, der 2023 in lovekids.ch umbenannt wurde.